# Svećenički dom u Varaždinu
Svećenički dom u Varaždinu je katolički svećenički dom Varaždinske biskupije.

## Povijest
Nadomjestio je stari svećenički dom. Projektirala ga je tvrtka Arto iz Novog Marofa. Biskupijski ekonom vlč. Josip Grošić vodio je izgradnju doma. Gradnja je započela je blagoslovom temeljnog kamena s prigodnom poveljom na Markovo 2002. godine. Tijekom proljeća 2004. odvijalo se završno unutarnje i vanjsko uređenje. Blagoslovio ga je 28. lipnja 2004. varaždinski biskup Marko Culej, uoči blagdana sv. Petra i Pavla apostola. Tijekom srpnja 2004. uselili su se prvi stanari. U domu djeluju redovnice Klanjateljice Krvi Kristove iz Zagreba na medicinskoj skrbi i njezi korisnika. U blizini je Pastoralni centar.

## Karakteristike
Ima dva kata i 16 apartmana za umirovljene svećenike. Opremljen je stambenim, rehabilitacijskim i prostorima za zajedničko okupljanje. Dom će biti i mjestom boravka i susreta svećenika koji još djeluju aktivno u različitim službama, da bi se omogućio njihov rast u zajedništvu. U prizemlju je predviđena kapelica sv. Ivana M. Vianneya, koja još nije bila sagrađena kad je bio blagoslov.